# Viking Informatiecentrum

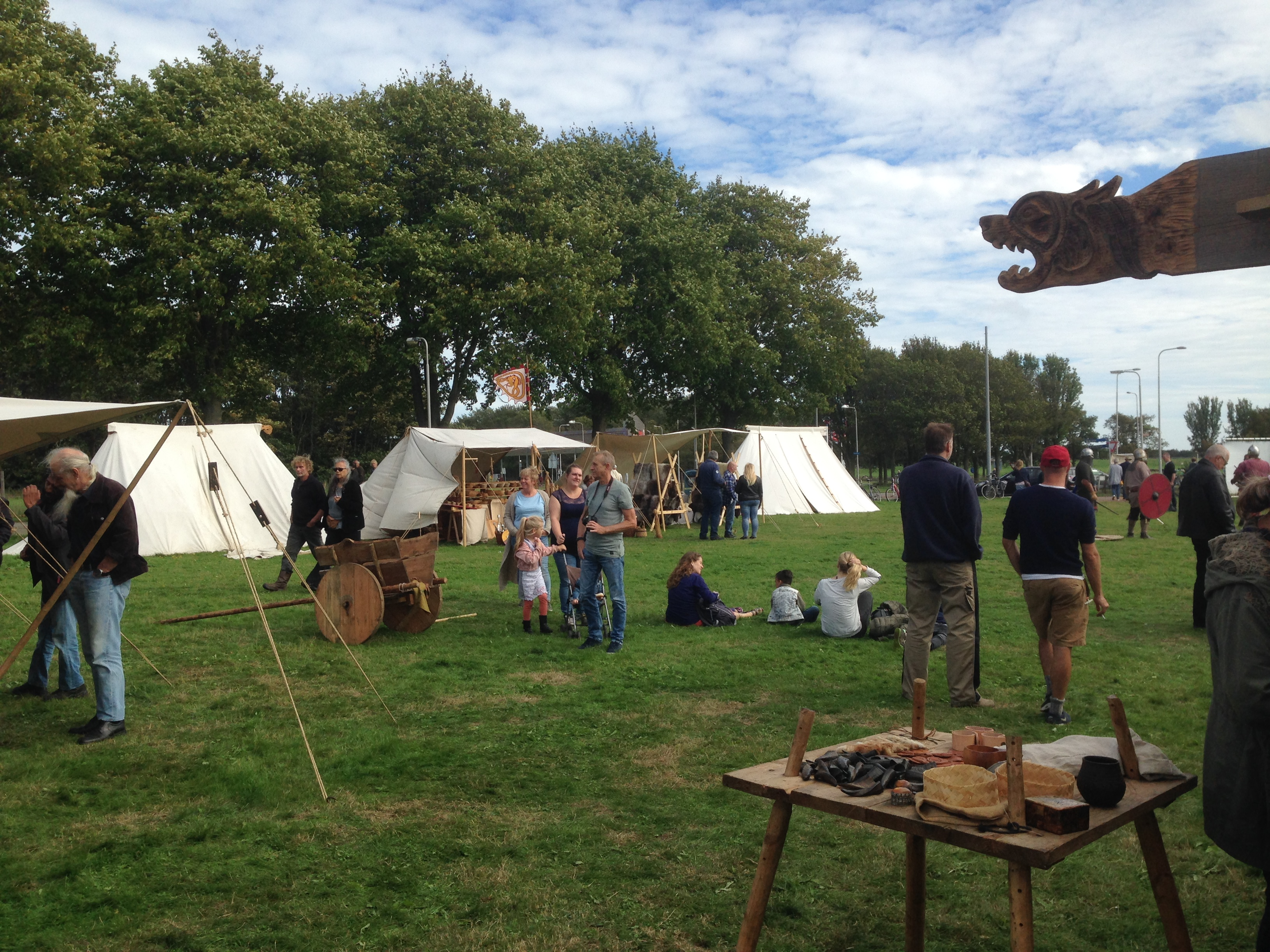
Vikingweekend, naast het centrum, 2018

Het Viking Informatiecentrum (VIC) is een museum en bezoekerscentrum in de Noord-Hollandse plaats Den Oever op het voormalige eiland Wieringen. Het centrum werd opgericht in 2004 en belicht de tijd van de Vikingen. De aanleiding voor de bouw van het centrum was de vondst van twee zilverschatten (toegeschreven aan de Vikingen) bij Westerklief op Wieringen. Jaarlijks worden er Vikingdagen georganiseerd. De permanente tentoonstelling besteedt aandacht aan de zilverschatten, zilver in de economie van de Vikingtijd, Wieringen als handelsplaats op de reizen (naar en van Dorestad, Denemarken en Engeland), handelsproducten van de Vikingen en Friezen en wapens van Vikingen, Franken en Friezen. Er wordt ook een 5 meter lang schaalmodel getoond van de Skuldelevschepen.